# Biblioteca Pública de Estocolmo
La Biblioteca Pública de Estocolmo (en sueco: Stockholms stadsbibliotek) es un edificio cilíndrico situado en Estocolmo, Suecia, diseñado por el arquitecto sueco Erik Gunnar Asplund. La biblioteca fue preparada a partir de 1918 por un comité en el que formó parte Asplund.
La construcción comenzó en 1924, y fue terminada en 1928. Se trata de uno de los edificios más notables de Estocolmo y una de las obras más importantes de Asplund. De hecho, en Suecia fue la primera biblioteca pública en aplicar el principio de estanterías abiertas. El visitante puede elegir los libros sin necesidad de solicitar la asistencia del personal de la biblioteca, un concepto que Asplund estudió en EE. UU., durante la construcción de la biblioteca. Había un grupo de jóvenes arquitectos y artistas alrededor de Asplund que colaboraron en el proyecto de construcción. Todos los muebles en todas las habitaciones fueron diseñados por su situación y usos específicos.
El parque con su gran estanque, al sur de la biblioteca también fue diseñado por Asplund y terminado en 1931. La biblioteca se completó en 1932 con un ala al oeste que remató la plaza desde el edificio.
Por otra parte, la Biblioteca Pública de Estocolmo dispone de más de 2 millones de volúmenes y más de 2.4 millones de canciones musicales guardadas en las antiguas cintas de casset o en CD.